# Фірсов Єгор Павлович
Єго́р Па́влович Фі́рсов  (нар. 1 грудня 1988 (36 років) , Донецьк ) — український політик, наймолодший народний депутат України 7-го скликання, народний депутат 8-го скликання (до 25 березня 2016).
Тимчасово виконуючий обов'язки Голови Державної екологічної інспекції (з 20 листопада 2019 по 13 травня 2020 року).

## Життєпис
Народився 1 грудня 1988 року у Донецьку. У 2014 році з відзнакою закінчив економіко-правовий факультет (нині юридичний) Донецького національного університету за спеціальністю «Правознавство».
Після початку повномасштабного вторгнення долучився до ЗСУ. Служить в 109 батальйоні 109 бригади ТРО в Донецькій області 

## Політична діяльність
24 квітня 2014 року прийняв присягу народного депутата VII-го скликання. У цьому скликанні був членом Комітету Верховної Ради з питань податкової та митної політики. Автор законопроєкту «Про внесення змін до Кодексу України про адміністративні правопорушення щодо посилення відповідальності за окремі правопорушення у сфері охорони природи, використання природних ресурсів, охорони культурної спадщини». Автор Закону «Про Звернення до Європейського Парламенту, Парламентської асамблеї Ради Європи, національних парламентів країн-членів ЄС, США, Канади, Японії та Австралії щодо масового розстрілу людей під Волновахою в Україні».
На парламентських виборах в листопаді 2014 року висувався за партійним списком партії «Блок Петра Порошенка», приєднавшись за квотою партії «УДАР», ставши одним з наймолодших депутатів скликання. У VIII скликанні став членом Комітету Верховної Ради з питань євроінтеграції.
У листопаді 2015 увійшов до складу внутрішньофракційної групи «Антикорупційна платформа». 8 лютого 2016 року вийшов із фракції «БПП» через позицію партії в конфлікті між міністром економічного розвитку Айварасом Абрамавічусом і депутатом Ігорем Кононенко. Сам Фірсов заявив про те, що не бажає залишатися в партії і фракції, чиї лідери займаються «корупційною діяльністю».
28 березня ЦВК України позбавила Фірсова мандата разом з Миколою Томенком після припинення їх повноважень з'їздом БПП.
Висунув свою кандидатуру на довиборах народного депутата 17 липня 2016 року в Чернігові. Згідно з червневим соцопитуванням КМІС посів друге місце з 5,7 % голосів, поступаючись будівельному підприємцеві Максиму Микитасю (14,1 %). За підсумками голосування зайняв п'яте місце з результатом 4,07 % (1 980 голосів).
У травні 2018 року Фірсов з командою партії «Альтернатива» підтримав Анатолія Гриценка на президентських виборах. Став автором Екологічної стратегії 2020 — програми, з якою Гриценко йшов на вибори. У 2019 став кандидатом від «Громадянської позиції» на парламентських виборах.

## Державна служба
У листопаді 2019 року, при уряді Олексія Гончарука, був призначений тимчасовим виконувачем обов'язків Голови Державної екологічної інспекції України з метою реформування цього держоргану.
На посаді Фірсов запам'ятався гучним штрафом для компанії Ріната Ахметова. Гірничо-металургійна група Метінвест заплатила 10 мільйонів гривень компенсації за екологічну шкоду, які були нараховані після перевірки Маріупольського металургійного комбінату. Вперше за всю історію існування інспекції, ММК виплатив таку суму за порушення природоохоронного законодавства.
За час роботи Фірсова в ДЕІ було нараховано рекордну суму збитків державі, нанесених суб'єктами господарювання. Єгор Фірсов звільнив 80 % старого керівництва, пояснюючи це тим, що співробітники були нерезультативними і корумпованими. В Екоінспекції вперше були протестовані дрони з онлайн-газоаналізаторами, які планувалося впровадити на постійній основі для полегшення роботи інспекторів та нівелювання корупційної складової. Екоінспекція вперше за 4 роки зайшла на перевірку Київводоканалу, який є лідером забруднювачів водних ресурсів України. Загальна сума завданих державі збитків — понад 10 млн грн.
У березні 2020 року під час перебування на посаді голови Екоінспекції, Фірсову спалили автомобіль під його будинком.

## Громадська діяльність
З перших днів Євромайдану був активним його учасником. 23 листопада 2013 Єгор Фірсов виступив на київському Майдані як представник Донецька. Організатор Автомайдану в Донецькій області. Один з координаторів Комітету патріотичних сил Донбасу.
Після того, як Фірсова позбавили депутатського мандата, вже як незалежний юрист він займався екологічними проблемами Донецької області. Фірсов залучав до цього питання ОБСЄ, міжнародні інституції, щоб змусити окупаційну владу вирішувати питання затоплених шахт, які завдають ґрунтовим водам величезної шкоди.
Фірсов активно виступає за екологічний порядок денний. Організовував акції під Дарницькою ТЕЦ, яка є одним з найбільших забруднювачів міста Київ. Під час роботи в Держекоінспекції брав активну участь у розробці законопроєкту «Про державний екологічний контроль» № 3091.

## Погляди
Єгор Фірсов вважає, що для вирішення кризи на Донбасі потрібно, з одного боку, забезпечити таке позиціонування України на Донбасі, щоб донеччани відчули себе частиною України, та відповідну інформаційну політику, а з іншого боку — збудувати нову економіку на основі сучасних технологій, молоді та закордонних інвестицій. Фірсов вважає, що зараз найбільш актуальним і важливим питанням для влади має стати питання охорони довкілля, оскільки якщо продовжувати його ігнорувати, ми зіткнемося з величезною кризою.